# Puymoyen
Puymoyen ist eine Gemeinde mit 2394 Einwohnern (Stand 1. Januar 2022) im westfranzösischen Département Charente in der Region Nouvelle-Aquitaine.

## Lage
Puymoyen liegt etwa sechs Kilometer (Fahrtstrecke) südöstlich der Stadt Angoulême in der alten Kulturlandschaft des Angoumois in einer Höhe von etwa 140 Metern ü. d. M.

## Bevölkerungsentwicklung
| Jahr      | 1962 | 1968 | 1975 | 1982 | 1990 | 1999 | 2006 | 2016 |
| Einwohner | 314  | 436  | 841  | 1573 | 2258 | 2305 | 2413 | 2388 |

Im 19. Jahrhundert stieg die Einwohnerzahl von etwa 300 im Jahr 1800 auf etwa 700 im Jahr 1900 an. Aufgrund der Nähe zur Stadt Angoulême und vergleichsweise günstiger Immobilienpreise ist die Bevölkerung der Gemeinde – nach einem Einbruch in den Jahrzehnten nach dem Zweiten Weltkrieg – in der zweiten Hälfte des 20. Jahrhunderts auf über 2400 Einwohner angewachsen.

## Wirtschaft
Der Ort ist traditionell landwirtschaftlich geprägt. Im ausgehenden Mittelalter und in der frühen Neuzeit wurden einige Wassermühlen (auch zur Papierherstellung) betrieben. Ansonsten bestimmen Einzelhandel, Handwerk und kleinere Dienstleistungsbetriebe das wirtschaftliche Geschehen des Ortes.

## Geschichte
Auf dem Gebiet der Gemeinde, in der Fundstelle Petit-Puymoyen, wurden Fossilien von Neandertalern und Steinwerkzeuge aus der Epoche des Moustérien gefunden.

## Sehenswürdigkeiten

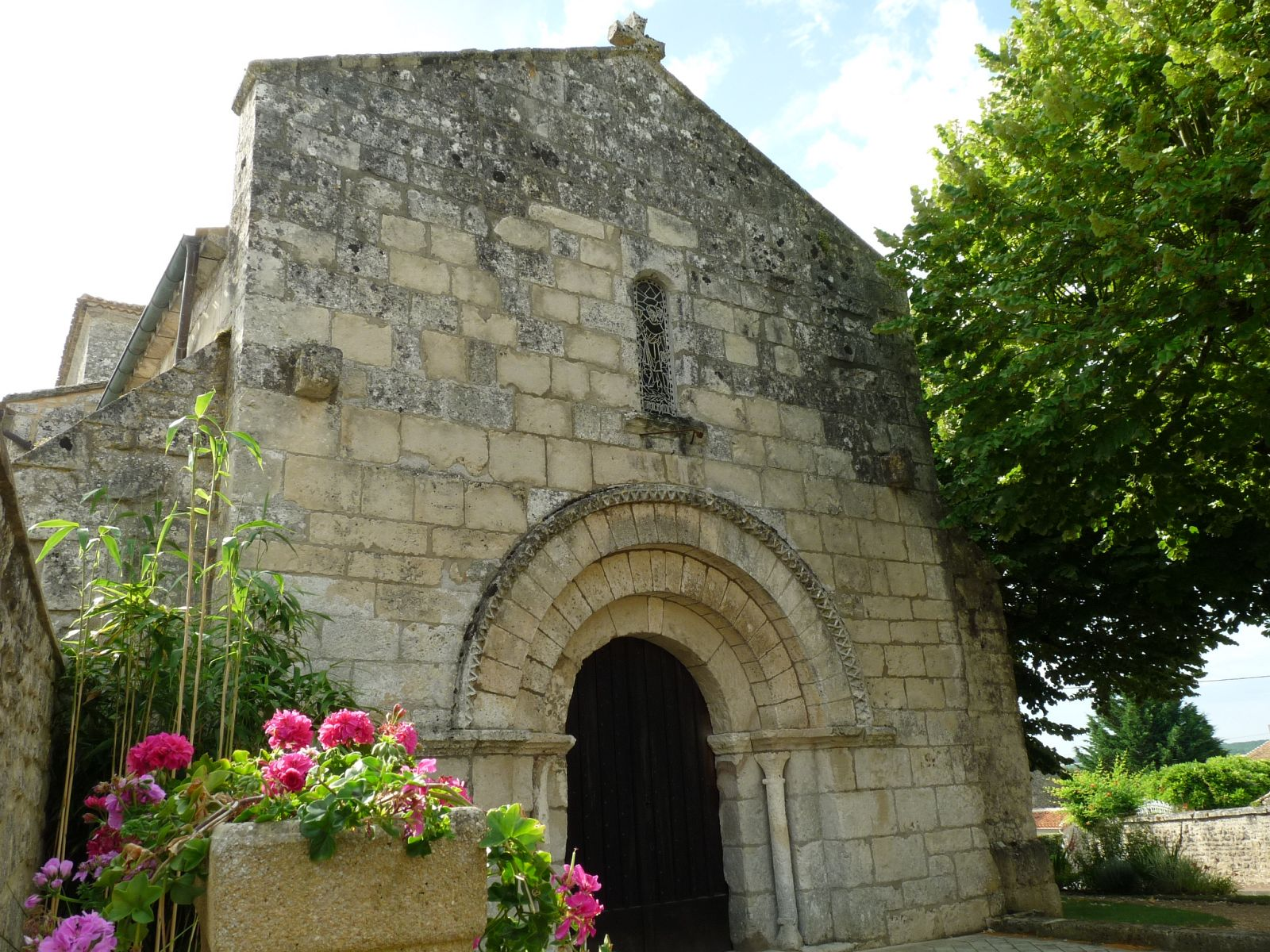
Fassade der Kirche Saint-Vincent

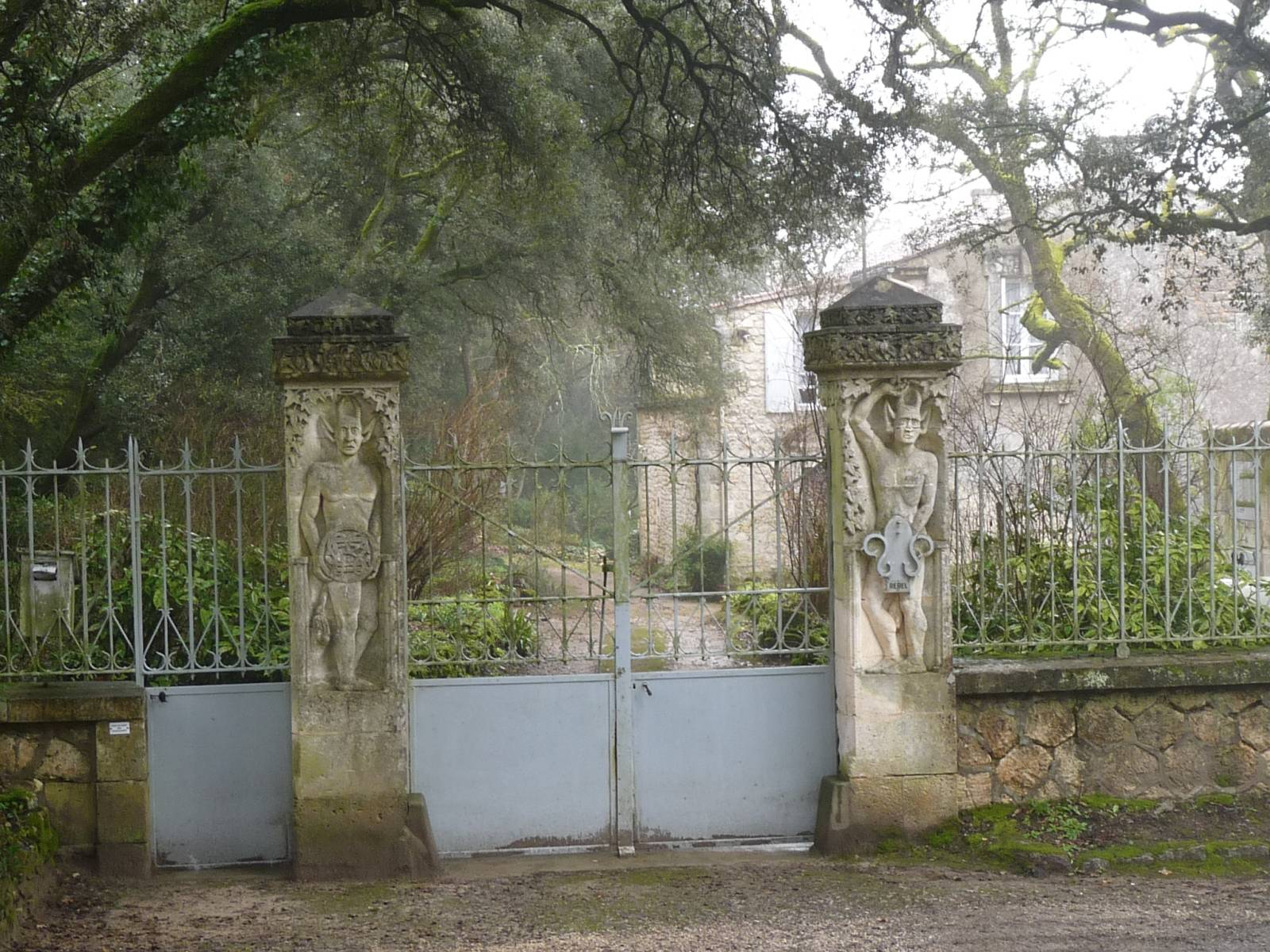
Teufelsfiguren am Portal des Château du Diable

- Die Pfarrkirche Saint-Vincent ist ein mit exakt behauenen Natursteinen verkleideter romanischer Bau aus dem 12. Jahrhundert mit einem schmucklosen, allerdings durch zwei horizontale Gesimse in drei Geschosse unterteilten Vierungsturm und einer eher unscheinbaren Apsis. Das ansonsten schmucklose Portal der Westfassade zeigt allerdings eine deutliche Tiefenstaffelung mit undekorierten Archivoltenbögen und zwei eingestellten Säulen. Das einschiffige Langhaus der Kirche ist in einen breiteren und einen schmaleren Abschnitt unterteilt; unterhalb der Vierung befindet sich eine Kuppel auf Pendentifs. Die Kirche ist seit dem Jahr 1969 als Monument historique[3] anerkannt.
- Zur Ausstattung der Kirche gehört ein imposantes oktogonales romanisches Taufbecken aus dem 13. Jahrhundert, dessen Außenseite mit einem Schachbrettmuster und kleinen Arkaden verziert ist sowie eine spätgotische Madonna mit Kind aus dem 14. Jahrhundert; beide sind gesondert unter Schutz gestellt.[4][5]
- Der Name des Château du Diable erinnert an die Zeit des Hundertjährigen Krieges (1337–1453), als die Engländer als 'diables rouges' (‚rote Teufel‘) bezeichnet wurden. Der Bau befindet sich in Privatbesitz; das Tor wurde im Jahr 1937 mit zwei Teufelsgestalten geschmückt.
- Eine immer noch in Betrieb befindliche Papiermühle aus dem 17. Jahrhundert am Bach Eaux-Claires im Weiler Moulin-du-Verger gilt als das älteste noch erhaltene Zeugnis der Papierherstellung im Angoumois und ist seit 1991 ebenfalls als Monument historique[6] eingetragen.
- Im Weiler Charsé stehen die eindrucksvollen Überreste eines ehemaligen Herrenhauses, das heute zu einem Gutshof gehört.

## Partnergemeinden
- Genainville, Île-de-France